# براونفیلد (لوئیزیانا)
براونفیلد (به انگلیسی: Brownfields) شهری در ایالت لوئیزیانا کشور ایالات متحده آمریکا است که جمعیت آن در سرشماری سال ۲۰۱۰ میلادی، ۵٬۴۰۱ نفر بوده‌است.